# 菊池ドクケン
菊池ドクケン（きくち どくけん、初期は菊池毒拳、1975年5月14日 - ）は、日本の東京都内や関西地方を中心に整体と気功をベースとした独自施術（快癒術と称している）の気功師である。
主に電撃ネットワークのメンバーの施術をしていたことで、さまざまなメディアに出るようになり、『たけしの誰でもピカソ』の出演を初め、イギリスBBC3の番組などにも出演している。
現在、気功師としての活動だけではなく、執筆活動や陰陽師としての一面もみせている。

## 来歴・人物
熊本県人吉市で生まれ、幼少の頃は静岡県東伊豆町で育つ。小さい頃から頭が良く、幼稚園にあがる頃には九九ができた。そのため、幼少時より大人びた考え方を持ち、周囲から浮いた存在だったようだ。
10代の頃より絵画やイラスト関係の仕事をしようとして、デザイン関係の専門学校を出る。その後、漫画家ひきの真二のアシスタントを経て、漫画家「菊池毒拳」として就職情報誌デューダのイラストカットや、パチンコ雑誌のイラストや漫画を描く。イラストを描いている時に楊家太極拳太極五行会の嶺尾忠の元で修行し、気功を習得。イラストレーターをしながら、気功の技術を磨き、施術を行い始める。
1998年頃に『たけしの誰でもピカソ』のアートバトルのコーナーに「気功アート」して出演した。
2000年になると、NECの「ケータイBIGLOBE」のコンテンツで「毒拳の気功占い」のコーナーを担当し、ケータイコンテンツとしてはそれなりの人気を誇っていた。
2005年から2008年まで製作された「リアランド」のWEBアニメ『ウサライダー』では首領ラビシュタイン役で声優を行う。他にも「蛙男商会」の『THE FROGMAN SHOW』にも声の出演をしている。この時期に別のサイトでWebアニメを連載していたが都合により未完になった。
また、2004年から2007年頃まで大阪を中心に活動しており、その間に関西テレビの番組出演や、気功ライブ等を行っていた。
2008年以降、再び都内での活動を復活し、電撃ネットワーク南部虎弾主催の「新宿クレイジーナイト」等に気功師として出演し、観客に施術して回るといったパフォーマンスを行っている。

## 主な活動

### テレビ
- 「たけしの誰でもピカソ」出演（1998年）
- イギリスBBC3の「ザ・シークレットマスター」出演
- 「ぜんタネ！」出演
- 「電波少年的放送局」出演
- 「笑っていいとも!」出演（2004年）
- 「ムー不思議リポート超・気功術」出演（2004年）
- 関西テレビ「おチャの「ま」」出演

### 雑誌
- 「パチンコ攻略の帝王」（イラスト）
- 「パチスロ攻略の帝王」（漫画）
- 「パチンコ必勝ガイド」（イラスト）
- 「デューダ」（イラスト）
- 「スコラ」（イラスト・気功）
- 「Pickie」（気功）
- 「GON！」（気功）
- 「ペントハウス」（気功）
- 「アサヒ芸能エンタメ！」（気功）
- 「Men's egg」（気功）

### 声の出演
- 「ウサライダー」ラビシュタイン役（2006-2008年）
- 「DVD THE FROGMAN SHOW 秘密結社 鷹の爪1」警部役（2006年）
- 「THE FROGMAN SHOW 秘密結社 鷹の爪　THE MOVIE～総統は二度死ぬ～」（2007年）